# Правила НХЛ
Правила Национальной хоккейной лиги регулируют проведение матчей по хоккею с шайбой в Национальной хоккейной лиге в регулярном сезоне и плей-офф. Первый свод правил, на основе которого строились правила НХЛ, появился в 1875 году в Монреале и был дополнен в 1917 году. После учреждения НХЛ использовалась редакция с некоторыми внесениями. Правила НХЛ используются также на играх национальных сборных в рамках Кубка мира — на Олимпийских играх и чемпионатах мира используются Правила ИИХФ, ненамного отличающиеся от Правил НХЛ.

## Изменения перед сезоном 2005/2006
В сезоне 2005/2006 Национальная хоккейная лига в целях увеличения зрелищности игры решилась на внесение изменений в правила.

### Изменения разметки площадки

Хоккейная площадка

- Границы средней зоны (синие линии) будут располагаться в 19,5 м от линии ворот и в 22,86 м от лицевого борта. Увеличение зоны атаки на 1,22 м должно сделать хоккей более атакующим, в частности, при игре в большинстве.
- Линия ворот будет располагаться в 3,35 м от лицевого борта, на 0,61 м ближе к нему, чем прежде.
- Размер средней зоны сократится до 15,24 м вместо прежних 16,46 м (на 1,22 м).

### Проброс шайбы
- Проброс шайбы будет по-прежнему наказываться вбрасыванием в зоне защиты команды, пробросившей шайбу.
- Команда, пробросившая шайбу, не имеет права делать смену состава до проведения вбрасывания.
- Проброс «на касание» будет по-прежнему практиковаться, хотя линейный судья имеет право зафиксировать проброс без касания, если исход погони за шайбой очевиден. Введение этого уточнения в правило проброса должно сократить количество ситуаций, в которых погоня за шайбой может привести к травмам игроков.

### Ограничения для голкиперов
- Размеры вратарской амуниции будут уменьшены приблизительно на 11%. Помимо сокращения до 28 см (на 2,54 см) ширины щитков, будут уменьшены размеры блокирующей перчатки, наплечников, нагрудников, трусов и свитера.
- Голкипер сможет касаться шайбы за линией ворот только в трапециевидной зоне, очерченной линиями, которые начинаются в 1,83 м от каждой штанги и диагонально упираются в лицевой борт на расстоянии 8,53 м друг от друга.

### Правила о зачинщиках драк
- Игрок, который начинает драку в последние пять минут матча, автоматически получает матч-штраф и дисквалификацию на одну игру. Продолжительность дисквалификации будет удваиваться за каждый последующий аналогичный инцидент.
- Также главный тренер команды, за которую выступает данный игрок, будет оштрафован на $10 000 — сумма будет удваиваться за каждый последующий аналогичный инцидент.

### Ужесточение судейства при определении нарушения
- Двухминутное удаление за любую попытку атаки соперника, не владеющего шайбой, зацеп клюшкой или задержку соперника руками.
- Голкипер, касающийся шайбы за линией ворот и за пределами специальной зоны, будет наказан двухминутным штрафом за задержку игры.
- Голкипер будет наказываться двухминутным штрафом за задержку игры, если он необоснованно остановит шайбу.
- Любой игрок, который посылает шайбу через оградительное стекло в своей зоне защиты, наказывается двухминутным штрафом за задержку игры.

### Неспортивное поведение
- В дополнение к двухминутным штрафам за неспортивное поведение и симуляцию комиссия будет просматривать записи матчей и наказывать игроков, которые симулируют нарушение, приукрашают эффект от силового приёма или симулируют травмы, чтобы добиться удаления соперника. Подобным же образом будут наказываться публичная критика НХЛ и оскорбительные высказывания в отношении соперников.
- В случае первого подобного инцидента игроку будет отправлено предупредительное письмо. Второе нарушение приведёт к штрафу в размере $1000, третье обойдется игроку в $2000. Четвёртое и все последующие нарушения будут наказываться дисквалификацией игрока на один матч.

### Сокращение остановок игры
- Передачи из-за синей линии зоны защиты к синей линии зоны атаки будут разрешены. Центральная красная линия не рассматривается при действии правила «двух линий».
- «Правило зацепа» разрешает судье не фиксировать офсайд, если игрок, оказавшийся в зоне атаки раньше шайбы, прежде чем коснуться её, вернется к синей линии и пересечет её одним коньком («зацепится»).

### Буллиты
- После безрезультатного пятиминутного овертайма три игрока от каждой команды пробивают буллиты в порядке, определенном тренерами команд.
- Каждая команда делает по три броска. Победителем игры становится команда, забросившая большее количество голов.
- Если после трёх бросков сохраняется ничья, буллиты продолжаются до первой заброшенной шайбы.
- Вне зависимости от количества голов, заброшенных в серии буллитов, в финальном счёте команда, выигравшая по буллитам, получает на один гол больше соперника.

## Изменения перед сезоном 2006/2007
15 сентября на собрании совета директоров НХЛ в Чикаго были приняты некоторые изменения в правилах перед сезоном 2006/2007.

### Клюшки
- Максимально разрешенный загиб клюшки увеличен на четверть дюйма (с 0,5 до 0,75 дюйма).
- Введены денежные штрафы для игроков, которые будут уличены в использовании нелегальных клюшек: $200 за первый раз, $1000 за второй и дисквалификация на одну игру за третий. Если же клюшка игрока будет признана соответствующей правилам, то инициатору проверки также придётся расплачиваться: $5000 штрафа для команды и $1000 выложит из своего кармана её наставник.

### Буллиты
- Команда-хозяйка поединка будет сама выбирать, в какой очерёдности пробивать послематчевые буллиты — в прошлом сезоне гости неизменно начинали штрафные броски первыми.